# Q Scorpii
Désignations
Q Scorpii (en abrégé Q Sco) est une étoile de la constellation du Scorpion, de magnitude apparente +4,27. On pense qu'elle est une étoile binaire, même si son éventuel compagnon n'a pas encore été détecté.